# Vilares de Vilariça
Vilares de Vilariça é uma povoação portuguesa sede da Freguesia de Vilares de Vilariça do Município de Alfândega da Fé, freguesia com 14,92 km² de área e 132 habitantes (censo de 2021), tendo, por isso, uma densidade populacional de 8,8 hab./km².

## Demografia
A população registada nos censos foi:
| Distribuição da População por Grupos Etários | Distribuição da População por Grupos Etários | Distribuição da População por Grupos Etários | Distribuição da População por Grupos Etários | Distribuição da População por Grupos Etários |
| -------------------------------------------- | -------------------------------------------- | -------------------------------------------- | -------------------------------------------- | -------------------------------------------- |
| Ano                                          | 0-14 Anos                                    | 15-24 Anos                                   | 25-64 Anos                                   | > 65 Anos                                    |
| 2001                                         | 33                                           | 30                                           | 153                                          | 98                                           |
| 2011                                         | 15                                           | 16                                           | 93                                           | 92                                           |
| 2021                                         | 6                                            | 7                                            | 63                                           | 56                                           |

## Localidades
A freguesia é composta por duas aldeias:
- Colmeais
- Vilares da Vilariça